# Douglas Urbanski
Douglas Urbanski (Somerville, 17 de fevereiro de 1957) é um ator e produtor estadunidense. Foi indicado ao Oscar de melhor filme na edição de 2018 pela realização da obra Darkest Hour.

## Filmografia
- RoboCop (2014) - Prefeito Durant
- The Social Network (2010) - Larry Summers
- Na pude aneb Kdo má dneska narozeniny? (2009)
- The Contender (2000) - Makerowitz

## Prêmios e indicações
- Pendente: Oscar de melhor filme — Darkest Hour